# Seznam olympijských medailistů v jízdě na skeletonu
Jízda na skeletonu se na zimních olympijských hrách objevila poprvé už v roce 1928 ve Svatém Mořici. Poté vypadl na 20 let z programu ZOH, aby se tam v roce 1948 opět ve Svatém Mořici na jednu olympiádu vrátil. Poté se na ZOH dlouhých 54 let neobjevil, teprve až v roce 2002 v Salt Lake City zažil svoji obnovenou premiéru. Na ZOH v letech 1928 a 1948 závodili na skeletonu jen muži. Po jeho návratu v roce 2002 začaly soutěžit o olympijské kovy i ženy.

## Muži
- V programu ZOH se tato disciplína objevila v letech 1928 a 1948.
- Do programu ZOH zařazena tato disciplína od roku 2002.

| Rok                     | Zlato                                          | Stříbro                                              | Bronz                                          |
| ----------------------- | ---------------------------------------------- | ---------------------------------------------------- | ---------------------------------------------- |
| ZOH 1928 Svatý Mořic    | Jennison Heaton · Spojené státy americké (USA) | John Heaton · Spojené státy americké (USA)           | David Carnegie · Velká Británie (GBR)          |
| ZOH 1948 Svatý Mořic    | Nino Bibbia · Itálie (ITA)                     | John Heaton · Spojené státy americké (USA)           | John Crammond · Velká Británie (GBR)           |
| ZOH 2002 Salt Lake City | Jimmy Shea · Spojené státy americké (USA)      | Martin Rettl · Rakousko (AUT)                        | Gregor Stähli · Švýcarsko (SUI)                |
| ZOH 2006 Turín          | Duff Gibson · Kanada (CAN)                     | Jeff Pain · Kanada (CAN)                             | Gregor Stähli · Švýcarsko (SUI)                |
| ZOH 2010 Vancouver      | Jon Montgomery · Kanada (CAN)                  | Martins Dukurs · Lotyšsko (LAT)                      | Alexandr Treťjakov · Rusko (RUS)               |
| ZOH 2014 Soči           | Alexandr Treťjakov · Rusko (RUS)               | Martins Dukurs · Lotyšsko (LAT)                      | Matthew Antoine · Spojené státy americké (USA) |
| ZOH 2018 Pchjongčchang  | Jun Song-pin · Jižní Korea (KOR)               | Nikita Tregubov · Olympijští sportovci z Ruska (OAR) | Dominic Parsons · Velká Británie (GBR)         |
| ZOH 2022 Peking         | Christopher Grotheer · Německo (GER)           | Axel Jungk · Německo (GER)                           | Jen Wen-kang · Čína (CHN)                      |

## Ženy
- Do programu ZOH zařazena tato disciplína od roku 2002.

| Rok                     | Zlato                                          | Stříbro                                                | Bronz                                            |
| ----------------------- | ---------------------------------------------- | ------------------------------------------------------ | ------------------------------------------------ |
| ZOH 2002 Salt Lake City | Tristan Galeová · Spojené státy americké (USA) | Lea Ann Parsleyová · Spojené státy americké (USA)      | Alex Coomberová · Velká Británie (GBR)           |
| ZOH 2006 Turín          | Maya Pedersenová-Bieriová · Švýcarsko (SUI)    | Shelley Rudmanová · Velká Británie (GBR)               | Mellisa Hollingsworth-Richardsová · Kanada (CAN) |
| ZOH 2010 Vancouver      | Amy Williamsová · Velká Británie (GBR)         | Kerstin Szymkowiaková · Německo (GER)                  | Anja Huberová · Německo (GER)                    |
| ZOH 2014 Soči           | Lizzy Yarnoldová · Velká Británie (GBR)        | Noelle Pikusová-Paceová · Spojené státy americké (USA) | Jelena Nikitinová · Rusko (RUS)                  |
| ZOH 2018 Pchjongčchang  | Lizzy Yarnoldová · Velká Británie (GBR)        | Jacqueline Löllingová · Německo (GER)                  | Laura Deasová · Velká Británie (GBR)             |
| ZOH 2022 Peking         | Hannah Neiseová · Německo (GER)                | Jaclyn Narracottová · Austrálie (AUS)                  | Kimberley Bosová · Nizozemsko (NED)              |